# Фоли (кинопроизводство)

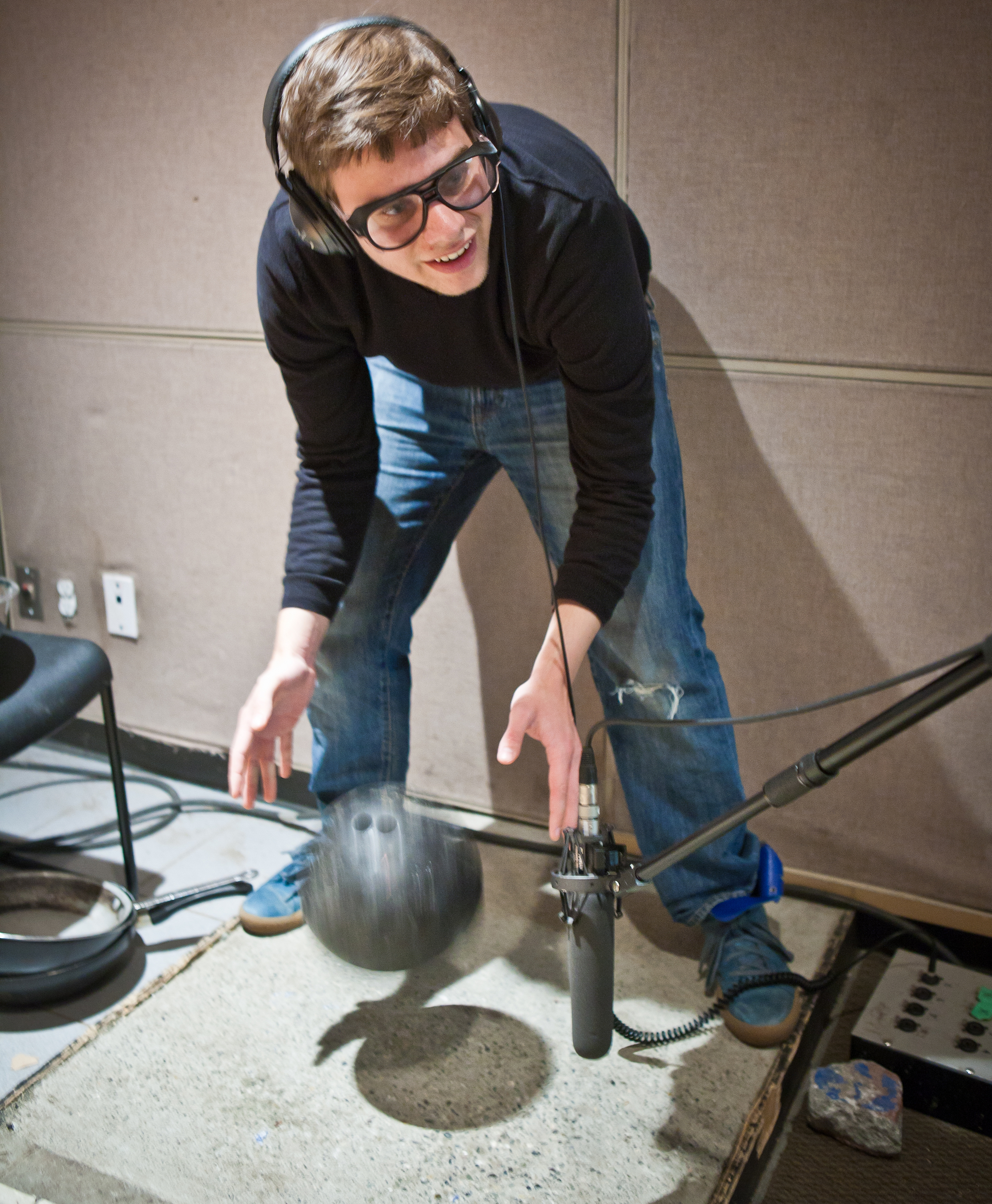
Шумооформитель за работой в студии. Синхронность видеоряда обеспечивается совмещением имитируемых звуков и происходящего на экране

Шумовые эффекты, фоли-шумы, фоли-эффекты (англ. Foley) — искусственные шумовые эффекты, применяющиеся при озвучании кинематографической и телевизионной продукции, спортивных трансляций, компьютерных игр. Они заключаются в подборе, имитации и наложении на изображение различных фоновых и синхронных шумов, что позволяет оживить и придать реалистичность происходящему. Относятся к записи и воспроизведению повседневных, естественных звуков, которые могут быть самыми разнообразными (шорохи, шелест одежды, звуки шагов, скрип дверей, битьё стёкол и т. д.). Шумовые эффекты также используют для сокрытия лишних или нежелательных громких звуков, записанных на съёмочной площадке: гул толпы, транспорта, звуки города. Шумовые эффекты добавляют звуковой дорожке реалистичности и глубины, а также упрощают синхронизацию звуков.
Происхождение английского названия шумовых эффектов — фоли (foley), а также специалиста по шумам (foley artist), связано с именем одного из пионеров звукозаписи Джека Фоли. В отличие от звукорежиссёров, использующих в своей деятельности фонотеки с заранее записанными звуками, шумооформители применяют реквизит и выработанные на практике методы создания и имитации звуков.

## История

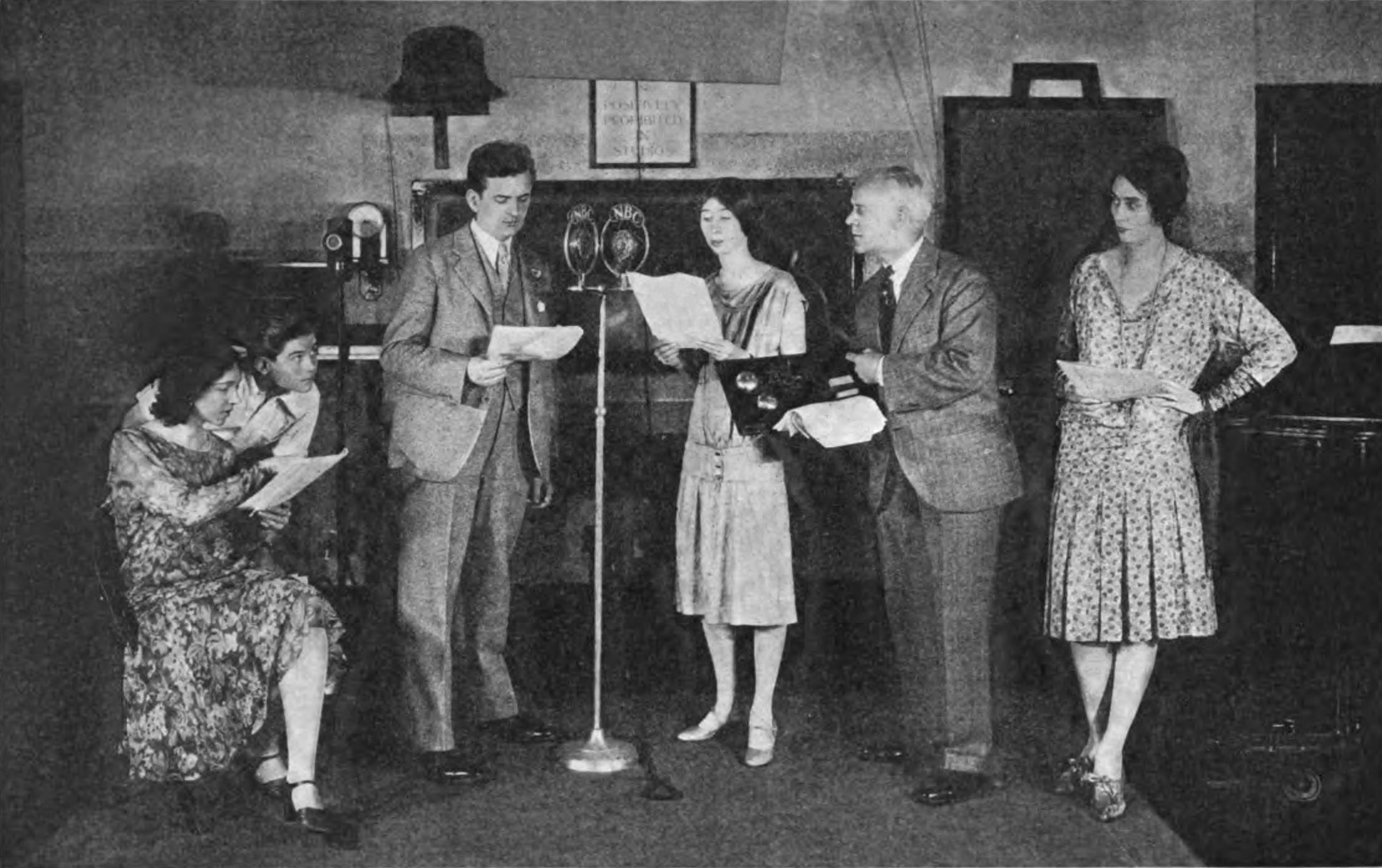
Шумовик синхронно добавляет эффекты звонящего телефона и открывающейся двери в радиопостановку

Происхождение распространённого в мире английского названия шумовых эффектов — фоли (foley), а также специалиста по шумам (foley artist) — связывают с именем одного из голливудских пионеров записи и воссоздания синхронных звуков — Джека Фоли (Jack Foley; 1891—1967). Обычно он записывал фоновую дорожку с одного дубля и вживую из-за ограниченных технических возможностей того времени. Несмотря на это, звукооформители существовали и ранее, так как в театрах, в частности — оперных, осуществляли довольно сложные шумовые спецэффекты (например, имитация звуков природы, звона оружия, выстрелов и т. п.). Известно, что уже в начале XX века — в эпоху немого кино — применялись синхронные второстепенные звуки. Так, компания Pathé запустила производство звуковых аппаратов по механическому сопровождению фильмов. Они были приспособлены для демонстрации наиболее распространённых шумов. Для этого находившийся за экраном специальный оператор в установленное сюжетом фильма воспроизводил необходимую звуковую имитацию, для чего использовал ручку аппарата. Известно, что осенью 1907 года в одном из лондонских кинотеатров два работника, которые во время демонстрации фильма находились за экраном, синхронно производили звуки, совпадающие с изображением. По сообщению британского журнала Kinematograph and Lantern Weekly: «Эти звуковые эффекты были настолько точно синхронизированы с изображением, что производили впечатление, будто происходят реальные события» (These effects absolutely synchronise with the movements, so that it is difficult to believe that actual events are not occurring). Также и на радио стали использоваться подобные звуки в прямом эфире. Новый этап в развитии и использовании синхронных шумовых эффектов связан с появлением звукового кинематографа. С развитием технологий они стали также использоваться на телевидении и в видеоиграх. В литературе отмечается, что подобные эффекты позволяют оживить аудиовизуальное произведение, придать происходящему естественность и выразительность: «Шумовые акценты, так же как, впрочем, и музыкальные, помогают раскрыть скрытый глубинный смысл изображения, подчеркнуть наиболее значимые моменты действия, добиться нужного эмоционального воздействия на зрителя».

## Создание
Металлический обруч диаметром в 1—1,5 метра закреплён на деревянном резонирующем основании. В середине основания установлен по вертикали круглый металлический стержень. На него насажена более толстая горизонтальная ось с массивными колёсами на обоих концах. Колёса опираются на металлический обруч, который служит для них рельсовым путём. Толкая рукоятки, расположенные на концах оси, заставляют колеса катиться по обручу. При этом возникает иллюзия металлического гула движущегося по рельсам поезда.
Поначалу шумовики озвучивали каждый монтажный кадр в один приём, а при ошибке переозвучивали его целиком. Если, например, в кадре есть шаги по разным поверхностям и выпавший из кармана ключ, шумовая бригада должна вовремя бить ботинками по этим поверхностям, а когда выпадет ключ — бросить ключ перед микрофоном. У современных звукооператоров в арсенале нелинейный монтаж, так что звук можно подвинуть вперёд или назад, сделать громче или тише. Но общие принципы записи и воссоздания звуков те же — и, в любом случае, умелый шумовик в один приём «наполнит» шагами целый кадр. Имеется несколько устоявшихся практик, устройств и методик создания фоли-эффектов: воспользоваться тем же или схожим источником звука (например, воссоздать звук шагов при помощи обуви), сымитировать невоспроизводимый (или трудновоспроизводимый) реальный звук. Так, практическим путём было подобрано множество подражательных способов:
- шаги на снегу — сжимание пакета, сдавливание ложкой сыпучих материалов (крахмал, крупная соль, кукурузные хлопья);
- взмахи крыльев птицы в полёте — открытие и закрытие зонта;
- звуки волн — помешивание воды в ванне;
- треск костра — сжатие рукой газеты или пакета;
- свеча на столе, звуки очага в камине — горение пластиковых пакетов;
- нечастые капли дождя — стук ногтя пальца по железу;
- звук удара бейсбольной биты по мячу — несколько спичек ломаются посредине.

Бывает, что зритель привык к подменённым звукам и удивляется, когда слышит вживую, например, пистолет или цокот гарцующей лошади. В последнем случае очень часто применяли половинки кокосового ореха, которыми стучали один об другой или по какой-либо поверхности, например, пола. В связи с этим даже возник такой специфический термин как «кокосовый эффект». Зачастую эта имитация принимается как более «реалистичная», чем настоящий звук скачущей лошади, создавая кинематографический стереотип.
При создании видеоигр используется широкий диапазон синхронных фоли-шумов (шаги, шуршание, звуки манипуляций с предметами и т. д.). Между практикой создания и применения подобных эффектов в кино и разработкой игр выделяют некоторое различие, заключающееся в методе их создания: «Для игр дизайнеры записывают или подбирают каждый звук/шум по отдельности и затем собирают „под изображение“ из отдельных аудио-записей композиции фоли-эффектов, так чтобы звуки были абсолютно синхронны с действиями игровых объектов или с игровыми объектами». Однако в ряде случаев (видеоряд заставок и рекламных материалов) могут привлекать и традиционных для кинематографа фоли-артистов.
Несмотря на то, что предпринимаются попытки заменить фоли-артистов фонотеками записанных шумов, профессия шумовика используется и в XXI веке. По словам известного американского мастера в этой области озвучания Грега Барбанелла (Gregg Barbanell), в Голливуде существует значительная конкуренция между фоли-артистами, которых насчитывается несколько десятков. Он считает, что особенно сложно сделать индивидуальными звуки походки актёра в кадре и прежде всего в этом проявляется профессионализм шумовиков: «Воссоздание всех тонкостей походки — шарканье, проскальзывание, разница в переходе с пятки на носок — невозможно с помощью одной лишь технологии. Когда дело доходит до ног, вся суть — в представлении. Нужно уметь читать актёра. Если кто-то излишне застенчив или медлителен, всё это отображается в его походке. Если кто-то злобен, это также отображается. Нужно чувствовать всё, что происходит в конкретной сцене».